# Bernardo II di Guascogna
Bernardo d'Armagnac, detto Tumapaler (... – tra il 1079 e il 1090), fu conte d'Armagnac dal 1020 e duca di Guascogna dal 1039 al 1062.

## Origine
Secondo la Genealogia Comitum Guasconiae, era l'unico figlio maschio del Conte d'Armagnac, Gerardo I Trancaleone e di Adelaide di Aquitania, che secondo le Europäische Stammtafeln, vol III, pag. 569 (non consultate) era la figlia del duca d'Aquitania e conte di Poitiers, Guglielmo V il Grande, quindi Alice o Adalaïs, figlia di Almodia o Adalmoda, che secondo la Historiarum libri tres del monaco e storico francese, Ademaro di Chabannes, era la prima moglie di Guglielmo il Grande (lo storico francese Jean Jaurgain, nel suo La Vasconie, étude historique et critique sostiene che Adelaide fosse figlia di Brisca o Sancha, la seconda moglie di Guglielmo il Grande, ma ciò non è possibile in quanto Adelaide alla morte di Gerardo I avrebbe avuto non più di otto anni e quindi non poteva aver partorito Bernardo).
Gerardo I Trancaleone, sempre secondo la Genealogia Comitum Guasconiae, era l'unico figlio del Conte d'Armagnac, Bernardo I le Louche e di Emerina (di cui non si conoscono gli ascendenti), moglie di Bernardo I, come conferma il Jaurgain.

## Biografia
Alla morte del padre, nel 1020, gli subentrò ancora bambino nel titolo di Conte d'Armagnac, perché sempre secondo il Jaurgain, nel 1022 Bernardo aveva circa dieci/dodici anni.
Nel 1039, alla morte dello zio, Oddone II, gli subentrò nel titolo di duca di Guascogna e duca nominale d'Aquitania.
Nel documento n° XLII del Cartulaire du prieuré de Saint-Mont, in data 4 maggio 1052, Bernardo, conte d'Armagnac, e la moglie, Ermengarda effettuano uno scambio di proprietà.
Infatti, in quell'anno, Bernardo ha venduto (forse forzatamente) allo zio Guido Goffredo di Poitiers, il ducato di Guascogna per la cifra di 15.000 soldi (15.000 sols). Suo zio Guido Goffredo era il figlio di Guglielmo V di Aquitania e di Agnese di Borgogna, quindi fratello di Guglielmo VII di Aquitania.
Col documento nº 2990 del Recueil des Chartes de l'abbaye de Cluny Tome IV, datato tra il 1049 ed il 1061, ma molto probabilmente, dopo aver venduto il ducato, in quanto Bernardo si cita solo come conte, Bernardo, la moglie ed i figli fanno una donazione al monastero di Cluny.
Il documento n° V del Cartulaire du prieuré de Saint-Mont, in data 3 marzo 1055, documento di fondazione del convento di Saint Mont, cita Bernardo II tra i fondatori.
Lottò quindi contro il vescovo d'Auch, che voleva avere il controllo sul monastero da lui fondato, come si può vedere dal documento n° VII del Cartulaire du prieuré de Saint-Mont, dell'estate 1062.
Verso il 1062, Bernardo II si era riappropriato della Guascogna, infatti nel documento n° VII del Cartulaire du prieuré de Saint-Mont, di cui sopra, pur ammettendo di aver venduto il ducato di Guascogna, si cita come duca di Guascogna (Bernardus cognomento Tumapalerius tocius condatus Guasconie comes). Però fu battuto, presso l'Ardour, da Guido Goffredo di Poitiers, divenuto duca d'Aquitania, col nome di Guglielmo VIII, conte di Poitiers, Guglielmo VI; per cui dovette rinunciare alla Guascogna.
Nel periodo che si era impossessato della Guascogna, Bernardo II fece una donazione alla chiesa di Santa Maria di Lescar.
Dopo essere stato sconfitto, Bernardo cedette tutti i suoi poteri ai figli, Gerardo II e Arnoldo-Bernardo e partì per il monastero di Cluny, dove prese i voti e ritornò al monastero di Saint Mont
Non si hanno notizie sulla sua morte che avvenne senz'altro dopo il 1064; secondo il Jaurgain, visse il resto della vita nel monastero di Saint Mont, dove morì nel 1090 circa, mentre secondo il Recueil des Chartes de l'abbaye de Cluny Tome IV, morì, nel 1079.

## Discendenza
Verso il 1035 Bernardo II aveva sposato Ermengarda, di cui non si conoscono gli ascendenti.
Bernardo ed Ermengaeda ebbero due figli (e forse anche una figlia):
- Gerardo II[3](† 1095), conte d'Armagnac.
- Arnoldo-Bernardo († ca. 1080[17]), citato diversa volte con i genitori[12][13][14], fu conte associato d'Armagnac

### Fonti primarie
- (LA)  Monumenta Germaniae Historica, Scriptores, tomus IV.
- (LA)  Rerum Gallicarum et Francicarum Scriptires, tomus XII.
- (LA)  Cartulaire du prieuré de Saint-Mont.
- (LA)  Recueil des Chartes de l'abbaye de Cluny Tome IV.

### Letteratura storiografica
- Louis Halphen, La Francia nell'XI secolo, in «Storia del mondo medievale», vol. II, 1979, pp. 770–806
- (FR) La Vasconie, étude historique et critique, vol I, su archive.org.